# Strömsholms län

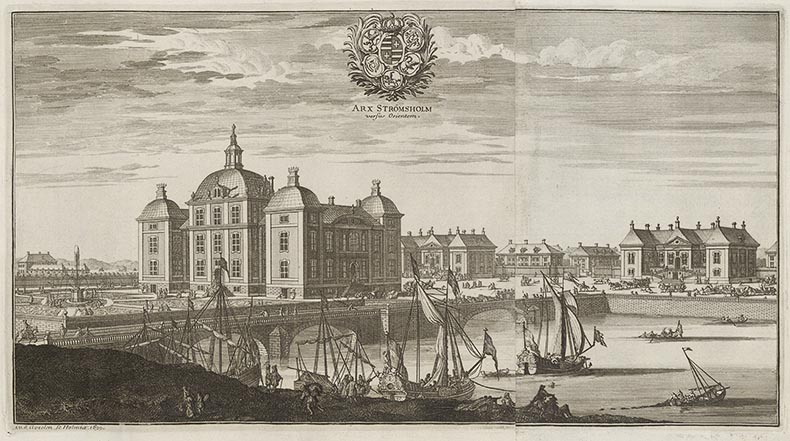
Strömsholms slott omkring 1700.

Strömsholms län var ett slottslän i landskapet Västmanland. Det bildades på 1560-talet. Länets administrativa centrum  var Strömsholms slott.
Föregångaren till slottet, Mölnetorp utgjorde från 1555 ett eget fögderi vari ingick socknarna Berg, Munktorp och Kolbäck. Efter uppförande av slottet kom detta fögderi ingå i Katarina Stenbocks livgeding när detta bildades 1561, samtidigt som Säby och Stora Rytternes socknar tillkom. 1563 tillfördes Sura och Ramnäs socknar och 1569 Svedevi och Lilla Rytternes socknar, och länet omfattade då hela Snevringe härad. Efter att änkedrottningen avlidit 1621 slutade området administreras som eget länsfögderi
Länet blev sedan livgeding fram till 1655 i Maria Eleonoras livgeding och därefter en del av Hedvig Eleonoras livgeding vilket bildades 1660 och varade till 1715/1719.